# Hilario Mendívil Velasco
Hilario Mendívil Velasco (Cusco, 1927 - Cusco, 1977) fue uno de los más importantes artesanos peruanos del siglo XXI, reconocido por su arte en la confección de vírgenes, santos y arcabuceros, quienes presentan el rostro sereno y el cuello alargado.

## Biografía
Junto con su esposa, Georgina Dueñas, también famosa imaginera, logran un estilo muy peculiar en sus trabajos.
Hilario Mendívil fue uno de los imagineros tradicionales más importantes del Perú del siglo XX. Sus motivos de inspiración son, con frecuencia, religiosos. Ha alcanzado fama internacional por sus figuras del misterio navideño, María, José, los reyes magos, santos, vírgenes y arcabuceros, que siempre poseen un cuello largo y un semblante sereno. No reproduce los modelos coloniales sino que, en estilo de éstos, los recrea con un sabor muy suyo, personal y auténtico. Al recrear una fiesta religiosa, también recrea el contexto, colocando al lado de sus santos personajes cotidianos, como una chichera. 
Sus obras se exhiben en el Museo de Arte Contemporáneo de Cusco y en su casa familiar de la Plazoleta de San Blas 634, que actualmente es conocida como Museo Hilario Mendívil. Sus hijos siguen trabajando y continúan con la ancestral tradición familiar.
Es también expositor permanente de la Sala de Arte Tradicional Peruano "Joaquín López Antay" del Congreso de la República del Perú.

## Premios y reconocimientos
- Gran Maestro del Arte Popular
- Patrimonio Cultural de la Nación
- Premio Nacional de Artesanía